# شال (میانه)
شال یکی از روستاهای استان آذربایجان شرقی است که در دهستان اوچ‌تپه غربی بخش ترکمان‌چای شهرستان میانه واقع شده‌است.